# Francesco Antonioli
Francesco Antonioli är en före detta fotbollsmålvakt. Han föddes i Monza, Italien 14 september 1969. Han avslutade sin karriär år 2012, efter att ha spelat som professionell målvakt i 26 år.